# Primitivo Iriberri
Primitivo Iriberri nacido en Ancín (Navarra, España) fue un ciclista navarro, que compitió entre los años 1925 y 1928, durante los que consiguió una única victoria.
Se dedicaba principalmente a correr pruebas de carácter local, llegando a disputar la Vuelta al País Vasco 1928 en la que finalizó en el puesto 31.º.

## Palmarés
1925
- 3.º en el Campeonato Navarro

1928
- Ororbia

## Equipos
- Independiente (1925)
- Osasuna (1926)
- CD Izarra (1927-1928)